# Шкёна
Шкёна (нем. Schköna) — коммуна в Германии, в земле Саксония-Анхальт. 
Входит в состав района Виттенберг. Подчиняется управлению Тор цур Дюбенер Хайде.  Население составляет 781 человек (на 31 декабря 2006 года). Занимает площадь 29,15 км². Официальный код  —  15 1 71 064.